# Benvenuto Cellini (opera)
Benvenuto Cellini – opera w trzech aktach.
Muzykę skomponował Hector Berlioz, a libretto napisali: Léon de Wailly i August Barbier (częściowo oparte na autobiografii Benvenuto Celliniego). Prapremiera miała miejsce dnia 10 września 1838 roku w Grand Opéra w Paryżu.

## Osoby
- Papież Klemens VII[b] – bas
- Benvenuto Cellini, florencki złotnik – tenor
- Giacomo Balducci, podskarbi papieża – bas
- Teresa, córka podskarbiego – sopran
- Fieramosca, rzeźbiarz – baryton
- Francesco, uczeń Celliniego – tenor
- Bernardino, uczeń Celliniego – bas
- Ascanio, uczeń Celliniego – mezzosopran
- Pompeo – baryton
- Rzymianie, uczniowie

## Treść
Miejsce i czas akcji: Rzym, karnawał roku 1532.

### AKT I.
Papież Klemens VII, chcąc być znanym i pamiętanym przez wszystkich jako wspaniałomyślny dobroczyńca i kolekcjoner dzieł sztuki, zamówił u znanego i sławnego rzeźbiarza i złotnika florenckiego, Benvenuto Celliniego, stworzenie ogromnej statui Perseusza. Jednakże podskarbi papieski, Balducci, nie ufa Celliniemu, woląc od niego pewnego lokalnego, a miernego rzeźbiarza, Fieramoscę, któremu obiecał już swoją córkę, Teresę. Teresa jednak jest już zakochana, i to z wzajemnością, w Cellinim.
Jest czas karnawału. Teresa wygląda przez okno, obserwując przechodzących w pobliżu zamaskowanych hulaków, mając nadzieję pośród nich ujrzeć także swojego oblubieńca. Nie w smak to jest jej ojcu, który daje jej za to burę, niby coś podejrzewając, ale śpieszno mu właśnie na audiencję z samym papieżem. Czując się zagrożonym przez Celliniego, postanowił wyperswadować Ojcu Świętemu decyzję co do Celliniego i zasugerować w jego miejsce wybór bardziej wygodnego (i uległego) Fieramoski.
Teresa jest pokorną córką i jest zaniepokojona, kiedy odkrywa nagle, że Cellini, wykorzystując moment nieobecności jej ojca, zjawił się w jej domu. Pomiędzy nadzieją i rozterką oboje śpiewają o wzajemnej miłości i pogardzie dla Fieramoski nie podejrzewając nawet, że on także zakradł się do jej domu i podsłuchuje właśnie ich rozmowy. Cellini wyjawia jej swój plan ich wspólnej ucieczki do Florencji, gdzie mogliby szczęśliwie żyć razem: oto podczas gdy jej ojciec pójdzie do teatru oglądać widowisko, Cellini ze swoim uczniem, Asceniem, przebrani za mnichów, „porwą” Teresę. Wprawdzie ona początkowo zdaje się obawiać gniewu ojca, po krótkim jednak namyśle zgadza się na plan kochanka. Szpiegujący cały czas Fieramosca, słysząc to, zaprzysięga udaremnić im ten plan.
Kiedy Balducci powraca nagle i nieoczekiwanie do domu, Cellini ucieka, ale Fieramosca jest wykryty. Balducci odmawia wysłuchiwania jakichkolwiek jego tłumaczeń, woła służbę i sąsiadów, aby ukarać intruza. Grupa kobiet w nocnych koszulach napada Fieramoscę i daje mu „wycisk”, a on sam czuje się niby jak sam „Orfeusz ścigany przez Bachantki”.
W międzyczasie Cellini rozmyśla o swych uczuciach: po raz pierwszy miłość przewyższyła jego pasję dla sztuki i sławy.

### AKT II
(często łączony bez przerwy z poprzednim)
W karczmie, Cellini wspólnie ze swymi przyjaciółmi, artystami, pije za wspaniałość swej „boskiej sztuki”, gdy nadchodzi karczmarz, żądając zapłaty. W odpowiednim momencie zdaje się wyratować go z sytuacji Ascanio, gdy przybywa oznajmiając Celliniemu zlecenie na statuę Perseusza i przynosząc część zapłaty z góry, ale pod warunkiem wykonania pracy do następnego dnia. Kiedy Cellini odkrywa, że na skutek wpływów Balducciego oczekiwana zapłata nie jest aż tak wielka jak tego oczekiwał, oburzony poleca obecnym w karczmie aktorom wykpić Balducciego przy najbliższej okazji w komedii, którą będą grali, i którą tenże ma osobiście oglądać w teatrze.
Fieramosca, który jest obecny także w karczmie, chce wyjawić Balducciemu plany Celliniego co do Teresy, lecz jego przyjaciel Pompeo doradza mu „wykraść” ten plan: to oni sami przebiorą się za mnichów i porwą dziewczynę, zanim to będzie mógł uczynić Cellini.
Balducci, ze swoją córką, zjawia się na karnawale, gdzie sztuka teatralna się także odbędzie. Wprawdzie on sam niezbyt lubi teatr, ale towarzyszy tam swej córce raczej przez uprzejmość. Aktorzy namawiają Rzymian, aby oglądali ich komedię, która - za namową Celliniego - wyśmiewa podskarbiego. Teresa czuje żal do swego ojca za to upokorzenie i doradza mu, aby opuścił miejsce, ale wściekły Balducci odmawia, decydując się oglądać tę komedię do końca. Kiedy jednak w końcu nie wytrzymuje i atakuje aktorów kpiących z niego, w zamieszaniu obie grupy fałszywych mnichów rzucają się wpierw na Teresę, a później na siebie samych. Cellini zabija Pompeo i jest aresztowany. Kiedy wszystko zdaje się być utracone, wystrzał armatni z zamku Świętego Anioła oznajmia „dzwon wieczorny” i koniec Mardi Gras. Wszystkie świece i ognie zostają wygaszone. Korzystając z ciemności i zamieszania, Celliniemu udaje się zbiec, a Fieramosca jest pomyłkowo aresztowany i oskarżony o morderstwo.

### AKT III
Następnego poranka Teresa i Ascanio szukają Celliniego w jego pracowni, ale na próżno. Słuchając w oddali pieśni mnichów w procesji, modlą się o jego bezpieczny powrót. Cellini wraca i rozważa nad wypadkami nocy ubiegłej i swej cudownej ucieczki. Teresa i Cellini widzą teraz swoje spotkanie jako znak z nieba i błogosławieństwo ich związku, przysięgają uciec razem do Florencji i nigdy już nie być rozłączeni.
Ascanio próbuje na próżno upomnieć Celliniego o obowiązku wyrzeźbienia posągu Perseusza. „Do diabła z posągiem!” – odpowiada mu Cellini. Kochankowie śpiewają o szczęściu ich oczekującym, tam gdzie będą wolnymi pośród gór, z dala od materialistycznego świata, ale ich marzenia są przerwane nagłym pojawieniem się Balducciego i Fieramoski, który rozkazuje temu ostatniemu zabrać swoją „żonę” z powrotem do domu. W tymże momencie papież Klemens zjawia się także. Myśląc tylko o swym zamówionym posągu, a widząc go wciąż dalekim od wykończenia, z oburzeniem oznajmia, że ktoś inny powinien go wykonać, nie Cellini. Cellini jest wściekły na taki obrót sprawy, duma zawodowa i poczucie własnej godności nie pozwalają mu tak łatwo zrezygnować ze swego zadania: miłość czy nie miłość, marzenia o szczęściu czy nie. Raczej wolałby umrzeć niż pozwolić, aby ktoś inny – niechby i sam Michał Anioł – miałby dokończyć „jego” pracę!
Papież rozkazuje straży aresztować Celliniego, ale gdy ten, porwawszy młot grozi, że własnoręcznie zniszczy zaczątki statui, Ojciec Święty ustępuje. Wszak on dba o dobro zamówionej statui ponad wszystko inne. Darowuje wspaniałomyślnie winę Celliniemu, a nawet daje mu przyzwolenie na małżeństwo z Teresą, ale pod jednym warunkiem: posąg Perseusza ma być gotowy w ciągu jednej godziny, w przeciwnym razie szafot czeka jego twórcę.
Cellini z zapałem buduje olbrzymią odlewnię. Napięcie jest z zenicie. Aby dopomóc swemu mistrzowi zwalczyć strach i obawę, Ascanio śpiewa mu wesołe piosenki. Cellini odczuwa oczy całego Rzymu, spoczywające na nim. W tym momencie życzyłby sobie być raczej prostym pasterzem, wolnym od wszelkich trosk, obaw i nacisków, jakich to artysta musi znosić, aby zadowolić swych dobroczyńców – mecenasów sztuki. Nie ma jednak czasu na dzienne marzenia.
Ascanio i Cellini zabiegają o pracowników, aby przygotować brąz do lania w formy. Pojawia się Fieramosca ze swoją bandą. Pod pretekstem żądania otrzymania satysfakcji od Celliniego i sprowokowania go do walki poza budynkiem, Fieramosca, wykorzystując chwilowy moment nieobecności Celliniego, usiłuje przekupić jego robotników. Moment wygląda na nadzwyczaj dogodny, ponieważ oni, czując się niedostatecznie opłaceni, właśnie rozpoczęli strajk. Teresa jednak obraca ten plan wniwecz i robotnicy obracają się przeciwko Fieramosce, myśląc, że tenże zabił ich mistrza w pojedynku. Ale ku ich zdziwieniu Cellini powraca, rozkazując im przebrać Fieramoscę w stój roboczy i zmusić go do pracy. Fieramosca, szczęśliwy z ocalonego życia, zgadza się na swoją „karę”.
Papież przybywa wkrótce w towarzystwie Balducciego, aby być świadkiem wyniku pracy: oboje są raczej sceptyczni. Gdy Fieramosca nagle wpada, pytając o więcej kruszcu i mówiąc, że nie ma go w dostatecznej ilości, aby skończyć pracę, w przypływie kreatywnej inspiracji, Cellini rozkazuje swym uczniom poświęcić swój cały dorobek artystyczny i przetopić pomniejsze posągi i wszystkie inne kosztowności, aby ocalić obecny odlew. Pracownicy podwajają swój wysiłek, ale przeładowany zbiornik eksploduje. W obliczu tej katastrofy, gdy już wszystko wydaje się być stracone, stopiony brąz jednak zaczyna w końcu płynąć.
Na koniec, odlew jest wykonany z pełnym sukcesem i posąg Perseusza jest wykonany na czas. Wszyscy są pełni podziwu. Fieramosca, w przypływie emocji, obejmuje swego rywala, Balducci nagle zmienia zdanie i zgadza się na małżeństwo swej córki z Cellinim, a papież wybacza wszelkie jego winy. Sztuka triumfuje nad wszystkim i wszyscy śpiewają na jej cześć.

## Historia utworu
Źródłem inspiracji dla kompozytora była autobiografia Celliniego oraz wspomnienia z jego pobytu w Rzymie. Dzieło to było tak wówczas nowatorskie, że wystawienie opery w 1838 r. w Paryżu spotkało się z negatywnym przyjęciem kompozycji przez środowisko i zostało zdjęte z afisza po zaledwie kilku przedstawieniach. Muzycy uważali to dzieło za całkowicie niemożliwe do wygrania, publiczność zaś, w oburzeniu, prawie gotowa była wszcząć rozruchy. Jednak późniejsze wystawienie opery w Weimarze przez Liszta spotkało się z aprobatą ze strony krytyków i przyczyniło się do rehabilitacji tej opery. Po klęskach początkowych z wykonaniem swego dzieła, próbując ocalić najwartościowsze momenty tej opery, na motywach z pierwszego i drugiego aktu Berlioz oparł swą słynną uwerturę Karnawał rzymski op. 9 (1843).